# Brzózka Krośnieńska
Brzózka Krośnieńska – zamknięty przystanek kolejowy w Brzózce na linii kolejowej nr 365 Stary Raduszec – Bad Muskau, w powiecie krośnieńskim, w województwie lubuskim, w Polsce.